# Belisana dodabetta
Belisana dodabetta is een spinnensoort uit de familie trilspinnen (Pholcidae). De soort komt voor in India. 